# یافت‌آباد

یافت‌آباد (به انگلیسی : yaftabad city) محله‌ای قدیمی در جنوب غربی شهر تهران است که در منطقه 18 شهرداری تهران واقع شده‌است.
این‌ منطقه به دلیل داشتن یکی از بزرگترین بازار مبل ایران(بازار‌ مبل یافت‌آباد) معروفیت دارد.

## تاریخچه
این منطقه که از توابع شهرستان ری بود «غار و فشاپویه» نامیده می‌شد. شهر ری در تقسیم‌بندی‌های سال ۱۳۰۰ مرکز بخش غار بود و غار خود به ۲ بخش شرقی و غربی تقسیم می‌شد. در این تقسیم‌بندی غار غربی منطقه آبادی بود که از ۲ منطقه کوچکتر تشکیل شده بود. غار غربی همان یافت آباد کنونی است که امروزه جاده قدیم کرج، شهریار و قم از شمال، مرکز و شرق آن عبور کرده و راه‌آهن جنوب هم از جنوب آن می‌گذرد. پس از فتح شیراز به دست آقامحمد خان قاجار، لطفعلی خان زند آخرین پادشاه سلسه زندیه به تهران منتقل و به دستور آقا محمدخان کشته شد و پیکرش را در امامزاده زید در بازار قدیمی به خاک سپردند. 
پس از آن بستگان خاندان زند بگله که دارای اصالت لک هستند و از شهر ملایر روستای پری و زنگنه می‌باشند مورد خشم و غضب قرار گرفته و به نقاط مختلف ایران از جمله قم، ورامین، اطراف تهران (یافت آباد)، استر آباد و … تبعید یا متواری می‌شوند. افرادی از خاندان زند که به یافت آباد کوچ می‌کنند در قلعه اسکان می‌شوند که در سال‌های بعد به تدریج در همان‌جا در کنار ساکنان بومی تر ساکن می‌شوند و توانستند تملک برخی از زمین‌های اطراف را بدست آورند. از میان مردم یافت آباد، تنها خاندان یافت‌آبادی از بازماندگان اصلی خاندان زندهستند. زندیه‌های یافت آباد هیچ ارتباطی به کریمخان زند ندارند و حدود ۱۲۰ سال پس از انقراض سلسله زندیه و مستقیماً از ملایر به یافت آباد کوچ کرده‌اند. تنها وجه اشتراک آن‌ها آن است که هر دو از ایل قوم زند لرستان و نهاوند و ملایر هستند. بیش از نیمی از زندیه‌های یافت آباد نیز دارای اصالت ها و قومیت‌های مختلف هستند و بعدها فامیلی خود را به دلایل مختلف عوض کرده‌اند..[۱][۲] .

## تراکم جمعیت و سطح قیمت خانه‌ های یافت‌آباد
با توجه به بافت‌ قدیمی این محله و اینکه بیشتر  ملک های این محله سند اوقافی دارند ، این محله دارای قیمت کمتری نسبت به محله های همجوار می‌باشد و همین موضوع باعث شده که اقشار گوناگون جامعه در این منطقه سکونت داشته باشند.

## معرفی تکایا، مساجد و حسینیه‌های شاخص محله یافت‌آباد
مسجد الغدیر : مسجد الغدیر که در میدان‌ الغدیر واقع شده‌ و بزگترین مسجد این محله است و فعالیت مذهبی دارد.
مسجد ۱۴معصوم : این مسجد در سال ۹۴ تخریب و نوسازی شده و علاوه بر فعالیت های مذهبی در آن درمانگاه خیریه ، سالن همایش ، حسینیه ، سالن غذا خوری و... وجود .
مسجد المهدی و حسینیه‌ امام جعفر صادق (ع) در این محله وجود دارند که فعالیت های مذهبی دارند.

## خوانین یافت آباد
مرتضی خان زند آخرین خان محله یافت آباد تهران، بزرگ خاندان و کدخدای یافت آباد بود. او که فردی با سواد بود و به مردم داری شهرت داشت، پس از تلاش بسیار موفق شد برای برخی از زمین‌های یافت آباد سند اعیانی بگیرد. او پس از آن تمام این زمین‌ها را به مردم واگذار نمود و به واسطه حضور او وضعیت یافت آباد و ساکنان آن بهبود زیادی پیدا کرد. در رابطه با اداره یافت آباد میان نامبرده با خانواده فرمانفرماییان معروف اختلاف وجود نداشت. مردم یافت آباد از وی به نیکی یاد می‌کنند. درگیری‌هایی موردی نیز گاهی در مورد زمین‌ها به نزاع و کشته شدن طرفین نیز منجر می‌شد.
مقبره‌های نسبتاً قدیمی در قبرستان یافت آباد واقع شده‌است حداکثر قدمت قبرهای این قبرستان به سال ۱۳۲۰ شمسی بازمی‌گردد. زمین این قبرستان و زمین قبرستان قدیمی یافت آباد وقف مرحوم حاج مختار شمشیرگرها بوده‌است که هم‌اکنون نیز برخی از وراث وی ادعای مالکیت و تولیت آن را دارند؛ و بین سازمان اوقاف و خاندان شمشیرگرها به عنوان متولی وقف نامه بر سر تولیت این قبرستان اختلاف وجود دارد.
از دیگر خان های یافت آباد خاندان بختیاریان بودن که متولی کشاورزی درختان خارجی در روستا ، دیگراعضای خاندان آنها در باب روستای قمصر ری بودند.
.

## گسترش یافت آباد
شغل اصلی مردم یافت آباد کشاورزی و دامپروری بود. زمین‌های کشاورزی و باغات یافت آباد از حمله منابع درآمد اصلی مردم بود و شتوی، صیفی، انگور و سیب فراوان‌تر از نقاط دیگر در شهرستان غار بدست می‌آمد. ۲ باب حمام قدیمی در یافت آباد ساخته شده بود که یکی از آن‌ها در جنوب غربی روستا، توسط حاجی نایب و دیگری در جنوب شرقی روستا، محله پایین و توسط ناصرالدین شاه صورت گرفته بود. اما در اواخر دهه ۱۳۳۰با ساخته شدن کارخانه شیر پاستوریزه، یافت آباد موقعیت اجتماعی و اقتصادی مناسب تری پیدا کرد و پس از آن کارخانه‌های لبنیات پاک، ایران برک، جنرال مکانیک، بافندگی نخ کاری، مؤسسه استاندارد و بیمارستان توانبخشی معتادان در آنجا ساخته شدند. یافت آباد دارای یک درمانگاه قدیمی بزرگ (درمانگاه فرمانفرماییان) و یک بیمارستان به نام شهدا می‌باشد که هر دو و همچنین تعدادی از مدارس، موقوفه محمد ولی میرزا فرمانفرماییان است. چند کوی و شهرک هم مانند کوی مهرزاد که اکنون در اواسط محله یافت آباد قرار دارد و شهرک‌های امام خمینی، شادآباد، ابراهیم‌آباد، ترک آباد و سعید آباد در آن پدید آمد. این ۴ شهرک اخیر در اصل روستاهای کوچکی در اطراف یافت آباد بوده‌اند. در سال‌های اخیر رشد صنعت مبلمان‌سازی و دکوراسیون داخلی چهره یافت آباد را دستخوش تغییرات بسیاری کرده‌است.

## عرب‌آباد
عرب‌آباد نام محله کوچکی است که در کنارهٔ جنوب غربی یافت‌آباد واقع شده و در مجاورت بزرگ‌راه کمربندی غرب تهران آزادگان، قرار گرفته‌است. در گذشته در این محله عشایر عرب و ایلات کوچرو ساکن بوده‌اند. خیابان‌های شهید باقری، طاهری و بابایی آن را احاطه کرده‌اند.

## ارشد آباد
ارشد آباد یکی از محلات یافت‌آباد است که دارای بافت جمعیتی مهاجرنشین می‌باشد و در سال‌های پس از انقلاب ایجاد شده‌است. این محله میان خیابان‌های شهید محمدحسن سلطانی، طاهری و شهید باقری و بزرگ‌راه کمربندی غرب تهران واقع شده‌است از دیگر محله‌های یافت آباد می‌توان به ابراهیم‌آباد، یوسف آباد، ترک آباد، شهرک امام خمینی،شهرک طالقانی ،شهرک مسلمین، محله نسترن، سر قنات، و کوچه اراکی‌ها و… اشاره نمود.

## وضعیت آب شرب منطقه
مردم یافت آباد مشترک آب و فاضلاب تهران هستند و تعدادی نیز مشترک آب‌رسانی محلی هستند. آب یافت آباد دارای مقادیر زیادی نیترات است که برای سلامتی بسیار زیان‌آور است. پس از تأیید نظر وزارت بهداشت دربارهٔ آلودگی آب منطقه "یافت‌آباد " در جنوب شهر تهران از سوی کمیسیون بهداشت مجلس، وزارت نیرو هم با پذیرش این مسئله، منطقه مذکور را به عنوان "منطقه سیاه " اعلام کرد. لازم به توضیح است که در نقشه شهر تهران مناطق را از نظر پاکیزگی و آلودگی با رنگ‌هایی به ترتیب سبز، زرد، نارنجی، قرمز و سیاه مشخص می‌کنند که منطقه یافت‌آباد به صورت سیاه تعریف شده‌است.
تصفیه خانه‌ای کوچک در یافت آباد به صورت موقت نصب شده‌است اما کارشناسان آن را بی‌اثر می‌دانند.

## جنگ مشروطه خواهان
از حوادثی که در زمان مشروطیت در یافت آباد اتفاق افتاده می‌توان به زمانی اشاره کرد که سپاه شمال و سپاه جنوب که هر ۲ از مدافعان و مجاهدان مشروطه بودند در این مکان به یکدیگر رسیده و از آن جایی که همدیگر را نمی‌شناختند یک روز تمام با هم جنگیدند.